# Associazione Calcio Mantova 1977-1978
Questa pagina raccoglie le informazioni riguardanti l'Associazione Calcio Mantova nelle competizioni ufficiali della stagione 1977-1978.

## Stagione
Nella stagione 1977-78 il Mantova ha disputato il girone A dell'ultimo campionato unico di Serie C, con 46 punti si è piazzato in terza posizione di classifica ottenendo l'ammissione al nuovo campionato di Serie C1, la riforma dei campionati prevedeva il passaggio delle prime dodici nel nuovo campionato. Sulla panchina biancorossa Ugo Tomeazzi indimenticato ex mantovano. Il torneo è stato vinto con 58 punti dall'Udinese che ha ottenuto la promozione in Serie B. Con quindici reti Sauro Frutti è stato il cannoniere stagionale dei virgiliani. Discreto anche il bottino di Adriano Tedoldi con otto centri. 
Il 6 febbraio 1978 è morto in un tragico incidente stradale, investito da un'auto Erasmo Iacovone fino a pochi mesi prima stella mantovana, con i biancorossi aveva segnato 26 reti in 70 partite giocate dal 1974 al 1976. A Taranto gli hanno dedicato lo Stadio.
Nella Coppa Italia di Serie C i virgiliani disputano l'ottavo girone di qualificazione, prima del campionato, girone vinto dal Parma sul Piacenza ed il Mantova

## Rosa
| N. |                   | Ruolo | Calciatore            |
| -- | ----------------- | ----- | --------------------- |
|    | Italia (bandiera) | A     | Virginio Araldi       |
|    | Italia (bandiera) | D     | Piero Bianco          |
|    | Italia (bandiera) | A     | Carlo Cappotti        |
|    | Italia (bandiera) | D     | Roberto Ceccotti      |
|    | Italia (bandiera) | P     | Giorgio Ciaschini     |
|    | Italia (bandiera) | D     | Nicola Daleno         |
|    | Italia (bandiera) | C     | Eugenio De Min        |
|    | Italia (bandiera) | D     | Mauro Della Bianchina |
|    | Italia (bandiera) | D     | Sergio Facchi         |
|    | Italia (bandiera) | C     | Angelo Fogolin        |
|    | Italia (bandiera) | A     | Sauro Frutti          |

| N. |                   | Ruolo | Calciatore           |
| -- | ----------------- | ----- | -------------------- |
|    | Italia (bandiera) | D     | Alberto Mantovani    |
|    | Italia (bandiera) | C     | Marco Marocchi       |
|    | Italia (bandiera) | D     | Corrado Merli        |
|    | Italia (bandiera) | C     | Tonino Natale        |
|    | Italia (bandiera) | D     | Attilio Papis        |
|    | Italia (bandiera) | C     | Guido Quadrelli      |
|    | Italia (bandiera) | A     | Adriano Tedoldi      |
|    | Italia (bandiera) | C     | Amerio Toninelli     |
|    | Italia (bandiera) | C     | Luciano Vatieri      |
|    | Italia (bandiera) | P     | Alessandro Zaninelli |
|    | Italia (bandiera) | C     | Stefano Zarattoni    |

## Risultati

### Girone di andata
| Arbitro: | Patrussi (Arezzo) |

|  |           |                   |
|  | Marcatori | 80’ (aut.) Facchi |

| Arbitro: | Morganti (Ascoli Piceno) |

|  |           |                                           |
|  | Marcatori | 44’, 71’ Frutti 52’ Quadrelli 89’ Tedoldi |

| Arbitro: | Angelelli (Terni) |

|             |           |              |
| Tedoldi 71’ | Marcatori | 88’ Busnardo |

| Vercelli 2 ottobre 1977 4ª giornata | Pro Vercelli       | 0 – 0 | Mantova | Stadio Leonida Robbiano\| Arbitro: \| Madonna (Ercolano) \| |
| Arbitro:                            | Madonna (Ercolano) |       |         |                                                             |

| Arbitro: | Armienti (Bologna) |

|            |           |               |
| Frutti 22’ | Marcatori | 85’ Piraccini |

| Busto Arsizio 16 ottobre 1977 6ª giornata | Pro Patria     | 0 – 0 | Mantova | Stadio Carlo Speroni\| Arbitro: \| Vallesi (Pisa) \| |
| Arbitro:                                  | Vallesi (Pisa) |       |         |                                                      |

| Arbitro: | Pezzella (Frattamaggiore) |

|                       |           |           |
| Frutti 22’ Araldi 53’ | Marcatori | 78’ Corti |

| Arbitro: | L. Esposito (Torre del Greco) |

|                         |           |          |
| Araldi 12’ Cappotti 39’ | Marcatori | 6’ Canzi |

| Arbitro: | Tubertini (Bologna) |

|             |           |  |
| Ballarin 9’ | Marcatori |  |

| Arbitro: | Savalli (Trapani) |

|                                 |           |  |
| Daleno 4’ Bianco 19’ Frutti 31’ | Marcatori |  |

| Novara 20 novembre 1977 11ª giornata | Novara           | 0 – 0 | Mantova | Stadio Silvio Piola\| Arbitro: \| Adamu (Cagliari) \| |
| Arbitro:                             | Adamu (Cagliari) |       |         |                                                       |

| Arbitro: | Castaldi (Vasto) |

|                                      |           |           |
| Tedoldi 38’ Zarattoni 55’ Frutti 78’ | Marcatori | 24’ Berti |

| Alessandria 4 dicembre 1977 13ª giornata | Alessandria      | 0 – 0 | Mantova | Stadio Giuseppe Moccagatta\| Arbitro: \| Vitali (Bologna) \| |
| Arbitro:                                 | Vitali (Bologna) |       |         |                                                              |

| Arbitro: | Pezzella (Frattamaggiore) |

|                         |           |            |
| Galluzzo 16’ Marchi 83’ | Marcatori | 13’ Bianco |

| Arbitro: | Pampana (Pisa) |

|  |           |                           |
|  | Marcatori | 51’ Schilirò 80’ Jacolino |

| Trieste 31 dicembre 1977 16ª giornata | Triestina         | 0 – 0 | Mantova | Stadio Giuseppe Grezar\| Arbitro: \| Pirandola (Lecce) \| |
| Arbitro:                              | Pirandola (Lecce) |       |         |                                                           |

| Mantova 8 gennaio 1978 17ª giornata | Mantova        | 0 – 0 | Piacenza | Stadio Danilo Martelli\| Arbitro: \| Tani (Livorno) \| |
| Arbitro:                            | Tani (Livorno) |       |          |                                                        |

| Casale Monferrato 15 gennaio 1978 18ª giornata | Juniorcasale     | 0 – 0 | Mantova | Stadio Natale Palli\| Arbitro: \| Castaldi (Vasto) \| |
| Arbitro:                                       | Castaldi (Vasto) |       |         |                                                       |

| Arbitro: | Morganti (Ascoli Piceno) |

|                       |           |                |
| Araldi 12’ Frutti 19’ | Marcatori | 57’ Stefanelli |

### Girone di ritorno
| Arbitro: | Testa (Prato) |

|                                                                   |           |              |
| Facchi 7’ (aut.) Ulivieri 23’, 77’ Pellegrini 52’ De Bernardi 87’ | Marcatori | 33’ Cappotti |

| Arbitro: | Madonna (Ercolano) |

|                    |           |            |
| Canazzo 55’ (aut.) | Marcatori | 66’ Vitale |

| Arbitro: | Vago (Chiavari) |

|  |           |            |
|  | Marcatori | 34’ Frutti |

| Arbitro: | Pirandola (Lecce) |

|               |           |  |
| Quadrelli 59’ | Marcatori |  |

| Omegna 26 febbraio 1978 24ª giornata | Omegna             | 0 – 0 | Mantova | Stadio della Liberazione\| Arbitro: \| Faccenda (Salerno) \| |
| Arbitro:                             | Faccenda (Salerno) |       |         |                                                              |

| Mantova 5 marzo 1978 25ª giornata | Mantova          | 0 – 0 | Pro Patria | Stadio Danilo Martelli\| Arbitro: \| Adamu (Cagliari) \| |
| Arbitro:                          | Adamu (Cagliari) |       |            |                                                          |

| Arbitro: | D'Astore (Lecce) |

|                  |           |            |
| Mutti 35’ (rig.) | Marcatori | 58’ Frutti |

| Arbitro: | Armienti (Bologna) |

|               |           |                                |
| Mandressi 20’ | Marcatori | 27’ Frutti 42’ (aut.) Trabalza |

| Arbitro: | Zuffi (Ravenna) |

|            |           |  |
| Frutti 56’ | Marcatori |  |

| Arbitro: | Angelelli (Terni) |

|             |           |             |
| Fogolin 22’ | Marcatori | 83’ Tedoldi |

| Arbitro: | Corigliano (Crotone) |

|            |           |  |
| Frutti 38’ | Marcatori |  |

| Arbitro: | Castaldi (Vasto) |

|                      |           |  |
| Nicoletto 18’ (rig.) | Marcatori |  |

| Arbitro: | Paradisi (Fano) |

|             |           |                 |
| Tedoldi 83’ | Marcatori | 89’ Facchinello |

| Arbitro: | Cerofolini (Arezzo) |

|                               |           |  |
| Tedoldi 49’ (rig.) Frutti 78’ | Marcatori |  |

| Biella 14 maggio 1978 34ª giornata | Biellese           | 0 – 0 | Mantova | Stadio Lamarmora\| Arbitro: \| Armienti (Bologna) \| |
| Arbitro:                           | Armienti (Bologna) |       |         |                                                      |

| Arbitro: | Rinaldi (Caserta) |

|             |           |         |
| Tedoldi 40’ | Marcatori | 37’ Dri |

| Arbitro: | Vago (Chiavari) |

|                                       |           |  |
| Zaninelli 8’ (aut.) Gritti 33’ (rig.) | Marcatori |  |

| Arbitro: | Cicia (Bassano del Grappa) |

|                              |           |                       |
| Cappotti 15’ Frutti 42’, 45’ | Marcatori | 4’ Basili 20’ Bocchio |

| Arbitro: | Da Pozzo (Milano) |

|               |           |                          |
| Innocente 23’ | Marcatori | 52’ Tedoldi 88’ Cappotti |

### Coppa Italia Semipro

#### Ottavo girone
| Mantova 21 agosto 1977 1ª giornata | Mantova           | 0 – 0 | Parma | Stadio Danilo Martelli\| Arbitro: \| Cherri (Macerata) \| |
| Arbitro:                           | Cherri (Macerata) |       |       |                                                           |

| 24 agosto 1977 2ª giornata |  | – Turno riposo Mantova |  |  |

| Arbitro: | Bianciardi (Siena) |

|           |           |            |
| Cesati 8’ | Marcatori | 25’ Frutti |

| Arbitro: | Falzier (Treviso) |

|                                                   |           |                        |
| Quadrelli 22’ (aut.) Franceschelli 35’ Braida 41’ | Marcatori | 44’ Tedoldi 55’ Natale |

| 4 settembre 1977 5ª giornata |  | – Turno riposo Mantova |  |  |

| Arbitro: | Scurti (Pescara) |

|  |           |                    |
|  | Marcatori | 57’ (rig.) Zanotti |